# Вільям Лойд Ґаррісон
Вільям Лойд Ґаррісон (William Lloyd Garrison; 12 грудня 1805 — 24 травня 1879) — американський аболіціоніст, засновник «Американського антирабовласницького товариства», секретар «Товариства ненасильства» в Новій Англії, публіцист і поет.

## Життєпис
Народився в Ньюберіпорт (Массачусетс) в бідній англо-ірландській родині.
Формальної шкільної освіти не отримав. У 13 років поступив учнем в друкарню, де вивчив ремесло складача і друкаря. У 20 років став редактором газети «Фрі прес».
У 1832 заснував Новоанглійське (пізніше Массачусетське) аболіціоністське товариство, в 1833 брав участь у створенні «Американського товариства боротьби з рабством» в Філадельфії і склав його програму. У тому ж році здійснив поїздку до Великої Британії, щоб встановити зв'язки з британськими однодумцями. Ґаррісон поділяв уявлення про те, що жінкам повинні бути надані рівні з чоловіками права і підтримував жіночий рух. У свою чергу, багато феміністок приєдналися до заснованого ним товариства боротьби з рабством.
Насильству фізичному, що панувало на Півдні, Ґаррісон протиставив «насильство словом» — войовничий стиль своєї «моральної пропаганди»: «Я не хочу думати, говорити або писати про рабство в помірних виразах. Ні і ще раз ні! Хіба можна радити людині, чий будинок горить, спокійно бити тривогу або вмовляти матір, чия дитина залишилася у вогні, не поспішати рятувати його? .. Так само марно схиляти мене до помірності в такому питанні, як це».

Ні наклеп, ні погрози, ні переслідування не могли змусити його замовкнути.
З 1838 р Гаррісон — секретар «Товариства ненасильства Нової Англії». У складеній ним «Декларації почуттів» він закликав чинити ненасильницький опір. Він сформулював принципи громадянської непокори, які продовжували традиції християнського анархізму квакерів і перфекціоністів: відмовити в підтримці несправедливої влади означало не голосувати, не обіймати державних посад, не звертатися до суду, не нести військову повинність.
У 1834 р був надрукований збірник «Сонати і інші вірші». У 1852 р були вийшли його вибрані твори під назвою «Selections».